# Cryptopora gnomon
Cryptopora gnomon är en armfotingsart som beskrevs av John Gwyn Jeffreys 1869. Cryptopora gnomon ingår i släktet Cryptopora och familjen Cryptoporidae. Inga underarter finns listade i Catalogue of Life.